# Дихагудзуба
Дихагудзуба (груз. დიხაგუძუბა) — село в Грузии, на территории Зугдидского муниципалитета края (мхаре) Самегрело-Верхняя Сванетия.

## География
Село находится в западной части Грузии, к югу от реки Джуми, на расстоянии приблизительно 15 километров (по прямой) к юго-западу от города Зугдиди, административного центра муниципалитета. Абсолютная высота — 12 метров над уровнем моря.

## Население
По результатам официальной переписи населения 2014 года, в Дихагудзубе проживало 6 человек (2 мужчины и 4 женщины). В национальной структуре населения грузины составляли 83,3 %.
| Год  | Население, человек |
| ---- | ------------------ |
| 2002 | 645                |
| 2014 | ↘ 6                |